# La Presa de Ramos
La Presa de Ramos är en ort i Mexiko.   Den ligger i kommunen Tula och delstaten Tamaulipas, i den centrala delen av landet, 400 km norr om huvudstaden Mexico City. La Presa de Ramos ligger 1 297 meter över havet och antalet invånare är 108.
Terrängen runt La Presa de Ramos är kuperad åt sydväst, men åt nordost är den bergig. Runt La Presa de Ramos är det glesbefolkat, med 10 invånare per kvadratkilometer. Närmaste större samhälle är Tula, 8,1 km väster om La Presa de Ramos. I omgivningarna runt La Presa de Ramos växer i huvudsak blandskog.